# فرودگاه نیروی هوایی سلطنتی کسل کمپس
فرودگاه نیروی هوایی سلطنتی کسل کمپس (به انگلیسی: RAF Castle Camps) یک فرودگاه نظامی است . این فرودگاه در کشور انگلستان قرار دارد و در ارتفاع ۱۲۸ متری از سطح دریا واقع شده است.